# Ѕ
Ѕ, ѕ (Dze, cursiva Ѕ, ѕ) es una letra cirílica usada en el alfabeto macedonio desde 1944. Proviene de la letra dzělo (ѕѣло, ) del alfabeto cirílico arcaico.
Deriva de la letra ligadura stigma (Ϛϛ) que representaba originalmente una ligadura entre  una sigma lunar (c) y una tau (τ). Debe distinguirse de la letra latina S.

## Uso
Es la 2ª letra más infrecuente del alfabeto macedonio, por detrás de Џ y es solo más frecuente que la letra Љ.

### Sistema numeral cirílico
Esta letra tiene un valor de 6 en el antiguo alfabeto sistema numeral cirílico.

## Tabla de códigos
| Carácter           | Ѕ                           | Ѕ                           | ѕ                         | ѕ                         | Ꙅ                                    | Ꙅ                                    | ꙅ                                  | ꙅ                                  | Ꙃ                             | Ꙃ                             | ꙃ                           | ꙃ                           |
| ------------------ | --------------------------- | --------------------------- | ------------------------- | ------------------------- | ------------------------------------ | ------------------------------------ | ---------------------------------- | ---------------------------------- | ----------------------------- | ----------------------------- | --------------------------- | --------------------------- |
| Unicode            | CYRILLIC CAPITAL LETTER DZE | CYRILLIC CAPITAL LETTER DZE | CYRILLIC SMALL LETTER DZE | CYRILLIC SMALL LETTER DZE | CYRILLIC CAPITAL LETTER REVERSED DZE | CYRILLIC CAPITAL LETTER REVERSED DZE | CYRILLIC SMALL LETTER REVERSED DZE | CYRILLIC SMALL LETTER REVERSED DZE | CYRILLIC CAPITAL LETTER DZELO | CYRILLIC CAPITAL LETTER DZELO | CYRILLIC SMALL LETTER DZELO | CYRILLIC SMALL LETTER DZELO |
| Codificación       | decimal                     | hex                         | decimal                   | hex                       | decimal                              | hex                                  | decimal                            | hex                                | decimal                       | hex                           | decimal                     | hex                         |
| Unicode            | 1029                        | U+0405                      | 1109                      | U+0455                    | 42564                                | U+A644                               | 42565                              | U+A645                             | 42562                         | U+A642                        | 42563                       | U+A643                      |
| UTF-8              | 208 133                     | D0 85                       | 209 149                   | D1 95                     | 234 153 132                          | EA 99 84                             | 234 153 133                        | EA 99 85                           | 234 153 130                   | EA 99 82                      | 234 153 131                 | EA 99 83                    |
| Ref. numérica      | &#1029;                     | &#x405;                     | &#1109;                   | &#x455;                   | &#42564;                             | &#xA644;                             | &#42565;                           | &#xA645;                           | &#42562;                      | &#xA642;                      | &#42563;                    | &#xA643;                    |
| Code page 855      | 137                         | 89                          | 136                       | 88                        |                                      |                                      |                                    |                                    |                               |                               |                             |                             |
| Windows-1251       | 189                         | BD                          | 190                       | BE                        |                                      |                                      |                                    |                                    |                               |                               |                             |                             |
| ISO-8859-5         | 165                         | A5                          | 245                       | F5                        |                                      |                                      |                                    |                                    |                               |                               |                             |                             |
| Macintosh Cyrillic | 193                         | C1                          | 207                       | CF                        |                                      |                                      |                                    |                                    |                               |                               |                             |                             |

Sus códigos HTML son: &#1029; o &#x405; para la minúscula y &#1109; o &#x455; para la minúscula.